# 3 февруари
3 февруари е 34-тият ден в годината според григорианския календар. Остават 331 дни до края на годината (332 през високосна година).

## Събития
- 1451 г. – Мехмед II става султан на Османската империя.
- 1690 г. – Колонията в Масачузетс издава първите банкноти в САЩ.
- 1718 г. – Петър I лишава своя син Алексей от правото да наследи руския престол.
- 1754 г. – Търговци от Санкт Петербург и Москва подаряват на императрица Елисавета 76-каратов диамант в знак на благодарност за митническите облекчения в Русия.
- 1809 г. – Илинойс е формиран като отделна територия на САЩ.
- 1815 г. – В Швейцария започва промишлено производство на кашкавал.
- 1830 г. – Гърция получава независимост от Османската империя.
- 1916 г. – При пожар изгаря зданието на канадския парламент в Отава.
- 1919 г. – В Париж се състои първото заседание на Обществото на народите.

- 1921 г. – Харалампи Джамджиев патентова в Прага модел самолет под името Бързолет.
- 1931 г. – В Нова Зеландия е регистрирано най-опустошителното в историята на страната природно бедствие – земетресение с 258 жертви.
- 1945 г. – Започва Ялтенската конференция, на която се решава съдбата на Европа.
- 1947 г. – В Аляска е измерена най-ниската температура на въздуха в цяла Северна Америка (-63 °C).
- 1954 г. – Елизабет II става първият британски монарх, посетил Австралия.
- 1957 г. – Френският химик от виетнамски произход Нгуен Бу Хои обявява за откриването на причинител на рак в тютюневия дим.
- 1958 г. – Белгия, Нидерландия и Люксембург създават митническия съюз Бенелюкс.
- 1959 г. – В самолетна катастрофа близо до езерото Клиър Лейк загиват музикантите Бъди Холи, Ричи Валънс и Биг Бупър.
- 1966 г. – Съветският непилотиран космически апарат Луна 9 става първият апарат в света, осъществил меко кацане и предал снимки от повърхността на Луната.
- 1967 г. – В Австралия е извършена последната екзекуция на осъден на смърт.
- 1969 г. – Ясер Арафат е избран за лидер на ООП.
- 1981 г. – Гру Харлем Брундтланд става първата жена министър-председател на Норвегия.
- 1989 г. – В Парагвай след 35-годишна диктатура е свален генерал Алфредо Стреснер.
- 1994 г. – САЩ прекратяват икономическото ембарго над Демократична република Виетнам, наложено през 1964 г.
- 1998 г. – Американски военен самолет прелита ниско и прерязва кабела на лифт в курорта Кавалезе (Италия), една от кабините пада и загиват 20 души.
- 2005 г. – 105 души загиват, когато самолетът при полет 904 на „Кам Еър“ се разбива в планината Памир в Афганистан.

## Родени
- 1795 г. – Антонио Хосе де Сукре, латиноамерикански революционер († 1830 г.)
- 1809 г. – Феликс Менделсон Бартолди, германски композитор († 1847 г.)
- 1821 г. – Елизабет Блекуел, британско-американска лекарка († 1910 г.)
- 1830 г. – Роберт Гаскойн-Сесил, британски политик (* 1903 г.)
- 1845 г. – Григор Начович, български политик († 1920 г.)
- 1857 г. – Вилхелм Йохансен, датски биолог († 1927 г.)
- 1859 г. – Хуго Юнкерс, германски авиоконструктор († 1935 г.)
- 1874 г. – Никола Стоянов, български икономист († 1967 г.)
- 1881 г. – Петър Тодоров, български политик († 1955 г.)
- 1882 г. – Добри Немиров, български писател († 1945 г.)
- 1883 г. – Стоян Дринов, български детски поет и преводач († 1922 г.)
- 1887 г. – Георг Тракл, австрийски поет († 1914 г.)
- 1889 г. – Карл Теодор Драйер, датски кинорежисьор († 1968 г.)
- 1893 г. – Гастон Жулиа, френски математик († 1978 г.)
- 1898 г. – Алвар Аалто, финландски архитект († 1976 г.)
- 1909 г. – Андре Каят, френски сценарист и режисьор († 1989 г.)
- 1916 г. – Емил Карастойчев, български шахматист († 1997 г.)
- 1920 г. – Джордж Милър, американски психолог († 2012 г.)
- 1922 г. – Светослав Лучников, български политик († 2002 г.)
- 1926 г. – Ханс Йохен Фогел, германски политик († 2020 г.)
- 1930 г. – Петко Иванов, български аграрен учен, професор († 2019 г.)
- 1930 г. – Христо Черняев, български поет († 2021 г.)
- 1934 г. – Петър Чернев, български актьор († 1993 г.)
- 1941 г. – Едуард Володарски, руски писател († 2012 г.)
- 1941 г. – Михаел Шаранг, австрийски поет
- 1946 г. – Живко Янкуловски, македонски политик
- 1947 г. – Ангел Ценов, български футболист († 2006 г.)
- 1947 г. – Георги Каменски, български футболист
- 1947 г. – Пол Остър, американски писател († 2024 г.)
- 1947 г. – Стоян Стоянов, български учен
- 1947 г. – Христо Бонев, български футболист и треньор
- 1948 г. – Карлош Фелипе Шименеш Бело, източнотиморски духовник, Нобелов лауреат през 1996 г.
- 1948 г. – Хенинг Манкел, шведски писател († 2015 г.)
- 1949 г. – Оскар Бентън, нидерландски блус певец, музикант и композитор († 2020 г.)
- 1951 г. – Таня Шелхорн, българска писателка
- 1954 г. – Савас Цитуридис, гръцки политик
- 1955 г. – Бруно Пецей, австрийски футболист († 1994 г.)
- 1965 г. – Валентин Захариев, български треньор
- 1970 г. – Мартин Карбовски, български журналист
- 1972 г. – Маурисио Почетино, испански треньор
- 1973 г. – Чавдар Атанасов, български футболист
- 1976 г. – Стоян Колев, български футболен вратар
- 1983 г. – Хилари Скот, американска порнографска актриса
- 1984 г. – Данаил Милушев, български волейболист
- 1985 г. – Александър Алиев, украински футболист
- 1990 г. – Шон Кингстън, ямайско-американски изпълнител

## Починали
- 1014 г. – Свен I, крал на Дания (* ок. 960)
- 1116 г. – Калман, крал на Унгария (* 1070 г.)
- 1252 г. – Светослав III, велик княз на Владимирско-Суздалското княжество (* 1196 г.)
- 1451 г. – Мурад II, султан на Османската империя (* 1404 г.)
- 1468 г. – Йохан Гутенберг, германски издател (* 1398 г.)
- 1735 г. – Кристиан III фон Цвайбрюкен, Пфалцграф на Цвайбрюкен-Биркенфелд (* 1674 г.)
- 1862 г. – Жан-Батист Био, френски физик (* 1774 г.)
- 1924 г. – Удроу Уилсън, 28-и президент на САЩ, Нобелов лауреат (* 1856 г.)
- 1925 г. – Оливър Хевисайд, английски електроинженер, математик и физик (* 1925 г.)
- 1956 г. – Емил Борел, френски математик (* 1871 г.)
- 1959 г. – Ричи Валънс, американски рок музикант (* 1941 г.)
- 1959 г. – Бъди Холи, американски музикант (* 1936 г.)
- 1964 г. – Албърт Ричардсън, британски архитект (* 1880 г.)
- 1975 г. – Ум Кулсум, египетска певица и актриса (* ок. 1898 г.)
- 1978 г. – Ласло Наги, унгарски поет (* 1925 г.)
- 1985 г. – Франк Опънхаймър, американски физик от еврейски произход (* 1912 г.)
- 1989 г. – Джон Касавитис, американски актьор и режисьор (* 1929 г.)
- 1997 г. – Бохумил Храбал, чешки писател (* 1914 г.)
- 1999 г. – Люк Борели, френски футболист (* 1965 г.)
- 2011 г. – Мария Шнайдер, френска актриса (* 1952 г.)
- 2022 г. – Христос Сардзетакис, гръцки политик (* 1929 г.)
- 2023 г. – Пако Рабан, испански моден дизайнер (* 1934 г.)

## Празници
- Тайланд – Ден на ветераните
- Православна църква – свети Симеон Богоприемец и пророчица Анна